# Involucija (matematika)
Involúcija je funkcija {\displaystyle f\,}, ki je sama sebi inverzna, kar se lahko zapiše kot:
{\displaystyle f(f(x))=x\!\,} za vse {\displaystyle x\,} v domeni {\displaystyle f\,}.

## Značilnosti
Involucija je bijekcija, kar se lahko zapiše kot:
{\displaystyle f^{-1}=f\!\,.}

## Involucija v evklidskem prostoru
Najenostavnejši zgled involucije v trirazsežnem evklidskem prostoru je zrcaljenje preko ravnine ali preko izhodišča. Obe involuciji se prišteva med afine involucije.